# Sabahudin Kurt
Sabahudin Kurt (Sarajevo, 18 luglio 1935 – Sarajevo, 30 marzo 2018) è stato un cantante bosniaco.
Ha partecipato all'Eurovision Song Contest 1964 con il brano Život Je Sklopio Krug, in rappresentanza della Jugoslavia, classificandosi tuttavia al tredicesimo e ultimo posto.